# Björn Isfält
Tor Björn Engelbrekt Isfält, född 28 juni 1942 i Linköping, död 17 januari 1997 i Gamla Enskede i Stockholm, var en svensk kompositör och musiker som särskilt ägnade sig åt filmmusik.

## Biografi
Isfält studerade på Musikhögskolan i Stockholm och gjorde sin filmmusikaliska debut 1970 med En kärlekshistoria, där hans oskuldsfulla och romantiska originalmusik kongruerar med filmens tema. Samarbetet med Roy Andersson fortsatte även i filmen Giliap. Isfält låg även bakom musiken till filmen Ronja Rövardotter, och skrev också musiken till julkalendern Trolltider som sändes i TV 2 1979 med repris 1985 och 1995. 1983 komponerade han musiken till operan Sagoprofessorn  med libretto av Britt G Hallqvist och Christina Lagerson med premiär samma år på Kungliga Teatern i Stockholm.
Isfält tilldelades 1989 en Guldbagge för musiken i filmen Resan till Melonia.
Han avled 1997 i cancer och är gravsatt på Lilla Aska griftegård utanför Linköping. Hans arkiv finns på Statens musikverk.
En samlingsskiva med Isfälts filmmusik utgavs postumt år 2000.

## Filmmusik i urval
- 1996 – Zonen (TV-serie)
- 1995 – Jul i Kapernaum (vinjetten)
- 1995 – Man kan alltid fiska
- 1994 – Änglagård – andra sommaren
- 1994 – Sixten
- 1993 – Sista dansen
- 1993 – Gilbert Grape
- 1993 – Kådisbellan
- 1992 – Änglagård
- 1991 – Härlig är jorden
- 1991 – Midsommar (TV)
- 1990 – Gränslots
- 1990 – Black Jack
- 1989 – Prima ballerina (kortfilm)
- 1989 – Resan till Melonia
- 1989 – Hoppa högst
- 1988 – Allra käraste syster (TV)
- 1988 – Jungfruresan
- 1987 – Peter Pan (radioteater med Nationalteatern)
- 1986 – Julpussar och stjärnsmällar (TV-serie)
- 1985 – Mitt liv som hund
- 1985 – Bröderna Lejonhjärta (TV) med Lasse Dahlberg
- 1984 – Ronja Rövardotter
- 1983 – Limpan
- 1982 – Kamraterna
- 1982 – Brusten himmel
- 1981 – Göta kanal
- 1981 – Rasmus på luffen
- 1981 – Gräset sjunger
- 1980 – Blomstrande tider
- 1979 – Kristoffers hus
- 1979 – Trolltider med Lasse Dahlberg och Britt G. Hallqvist
- 1979 – Stortjuven
- 1977 – Hempas bar
- 1977 – Bröderna Lejonhjärta  med Lasse Dahlberg
- 1976 – Mina drömmars stad
- 1975 – Giliap
- 1973 – Den lilla teatern spelar för dig (TV-serie), musik skriven tillsammans med Lasse Dahlberg
- 1972 – De hemligas ö (TV-serie)
- 1972 – Firmafesten
- 1970 – En kärlekshistoria

## Fonogram i urval
- 2000 – Filmmusik: Björn Isfält (Virgin Records)